# Калмицький степ

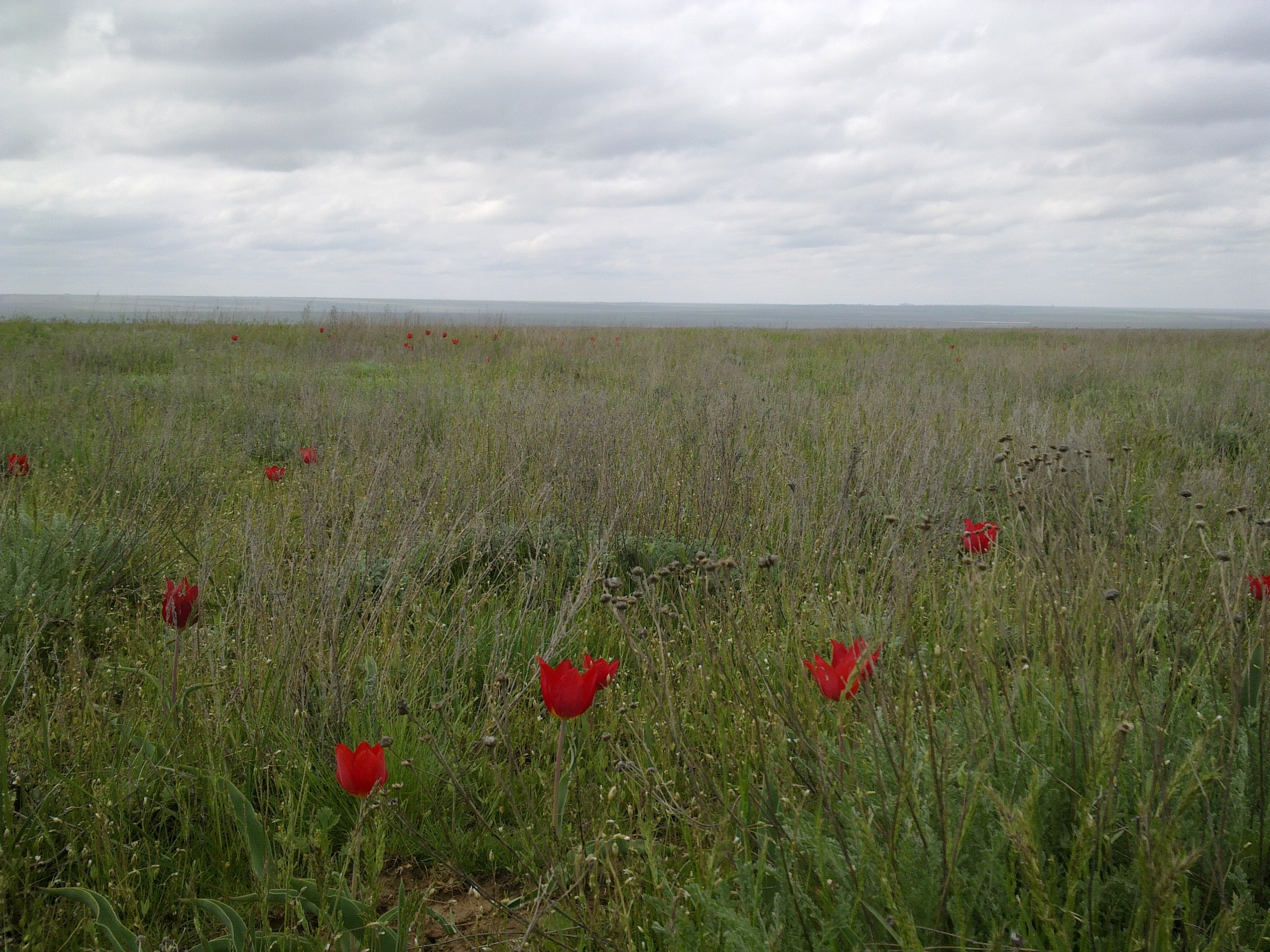
Тюльпани у калмицькому степу

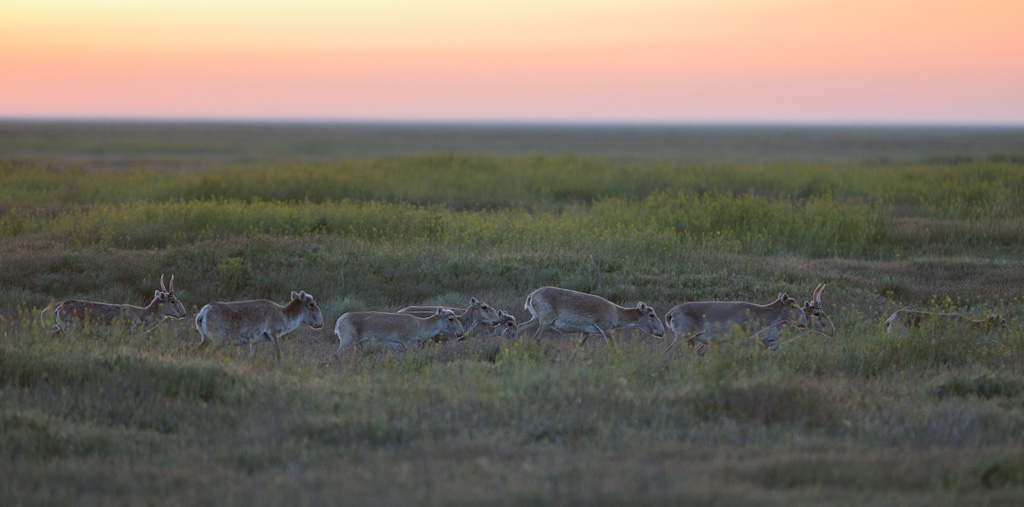
Сайгаки в Калмицькому степу

Калми́цький степ — назва степового регіону площею близько 100 000 км² уздовж річки Волга. Калмицький степ отримав свою назву у XVII столітті, коли в північно-західний сектор Прикаспійської низовини перекочували калмики. Степ ділиться на три субрегіони: височина Ергені на заході, де з'явилися перші поселення осілих калмиків і росіян; Прикаспійська низовина на сході, і «Мочаги» на південному сході (калм. харогазыри).

## Історія
У Російській імперії Калмицький степ входив до складу Астраханської губернії. У свою чергу Калмицький степ ділився на улуси та аймаки. На початку XX століття до складу Калмицького степу Астраханської губернії входили Малодербетовський, Маничський (південна частина Малодербетовського улусу), Олександрівський (Хошеутовський), Харахусовський, Багацохуровський, Яндики-Мочажний, Ікіцохуровський, Єркетенівський улуси і Коломацький Базар. До 1860 року до складу Калмицького степу входив Великодербетовський улус, який згодом передано до складу Ставропольської губернії .
Основними жителями території довгий час були калмики-кочівники. Їх налічувалось близько 120—130 тисяч осіб, земля подекуди здавалася в оренду «киргизам» (як тоді називали казахів) заволзької Букеївської Орди. Місцеве поголів'я худоби доходило до 1 мільйона голів, більш ніж половину з них становили вівці. Землеробство було мало розвинене.
Система управління Калмицьким степом стала формуватися з кінця XVIII століття, після відходу в 1771 році більшої частини калмиків у Джунгарію і подальшої ліквідації Калмицького ханства. Для нагляду за правителями улусів почали призначати російських чиновників — приставів. За канцелярії астраханського губернатора заснували особливу експедицію калмицьких справ.
На рубежі XVIII—XIX століть російський уряд відновив звання намісника ханства та суд Зарго, ліквідовані у 1771 році. Указом Павла I від 14 жовтня 1800 року намісником ханства призначено власника Малодербетівського улусу Чучею Тундутов, за нього відновлено суд Зарго. За намісника заснували посаду головного пристава. Офіційно головний пристав вважався посередником перед російською владою. Фактично він був призначений для повсякденного нагляду над діяльністю намісника ханства та інших калмицьких власників. Головний пристав мав помічників — приватних приставів, призначених у кожен улус для несення поліцейських обов'язків. Головний пристав підкорявся Колегії закордонних справ .
Влада Чучея Тундутова була суттєво обмежена. Він не міг приймати важливих рішень без схвалення головного пристава і не мав авторитету серед калмицьких власників. Власники улусів не визнавали його влади над собою і не підкорялися його розпорядженням. У травні 1803 року Чучею Тундутов помер, заповівши посаду намісника синові Ердені-тайші. На посаду намісника ханства претендували деякі інші власники. Уряд не затвердив заповіту Чучея Тундутова, остаточно ліквідувавши ханську владу в Калмикії та підкоривши всіх калмиків загальному управлінню головного пристава.
10 березня 1825 року затверджено Правила для управління калмицьким народом. Управління калмиками передали з Міністерства закордонних справ до відомства Міністерства внутрішніх справ, за статусом Калмицький степ прирівняли до області у складі Астраханської губернії. Представником міністерства був головний пристав, якого призначав і звільняв міністр внутрішніх справ за поданням Головноуправляючого Кавказьким краєм. Вищим обласним органом управління стала Комісія калмицьких справ. Крім губернських чиновників, до складу комісії включалися представник від власників улусів та представник від калмицького дворянства. Комісія мала широке коло адміністративно-розпорядчих повноважень.
У 1836 році набрало чинності нове Положення, затверджене 24 листопада 1834 року. Заснована в 1825 році в Астрахані Комісія калмицьких справ була замінена Управлінням калмицьким народом, головний та улусні пристави — піклувальниками. Дроблення улусів та аймаків заборонили..
Система управління сформувалася в 1847 році. За Положенням 23 квітня 1847 року управління калмиками передавалося з Міністерства внутрішніх справ веденню Міністерства державних майнов. Безпосереднє управління калмиками доручалося керуючому Астраханською палатою державних майнов, який отримував звання головного піклувальника калмицького народу. В Астраханській палаті державних майнов створили спеціальне управління з калмицьких справ. Воно складалося з царських чиновників та одного депутата від калмицького народу, який обирається власниками терміном на 3 роки. Обласний суд Зарго скасували, а справи, що підлягали його компетенції, передали Астраханській губернській палаті кримінального та цивільного суду.
У середині XIX століття почалося заселення Калмицького степу переселенцями із центральної Росії. Початок поклав указ імператора Миколи Першого про заселення доріг на калмицьких землях Астраханської губернії, виданий 30 грудня 1846 року. Згідно з указом засновано 44 станиці (згодом села — Аксай, Абганерове, Заповітне, Хрести, Садове, Торгове, Тундутове, Приютне, Ремонтне (Джурук), Караванне, Цаца, Яндики та ін.) уздовж шести доріг, які перетинали калмицькі землі. До кінця XIX століття ці села були передані в підпорядкування Чорноярського та інших повітів Астраханської губернії. Населення таких сіл враховувалося під час підрахунку населення повітів і не враховувалося при підрахунку населення Калмицького степу.
За переписом населення 1897 року в улусах Калмицького степу жило 28 573 особи, з них: калмиків — 122 573, росіян — 4280 . У 1907 році в Калмицькому степу проживало 144 646 осіб (77 837 чоловіків і 66 799 жінок), площа становила 67 246 квадратних верст.